# Kevin DuBrow
Kevin Mark DuBrow (Hollywood, California; 29 de octubre de 1955-Las Vegas, Nevada; 19 de noviembre de 2007) fue un cantante estadounidense, más conocido por haber sido el cantante y líder de la influyente banda de heavy metal Quiet Riot.

## Carrera
Nació y creció en Hollywood, California, antes de mudarse a Los Ángeles, a la edad de trece. Comenzó a interesarse por el sonido de la época, escuchando bandas como Humble Pie, Queen, Spooky Tooth, Small Faces y cantantes como Steve Marriott y Rod Stewart, artistas que luego influirían significativamente en su carrera musical.

### Quiet Riot

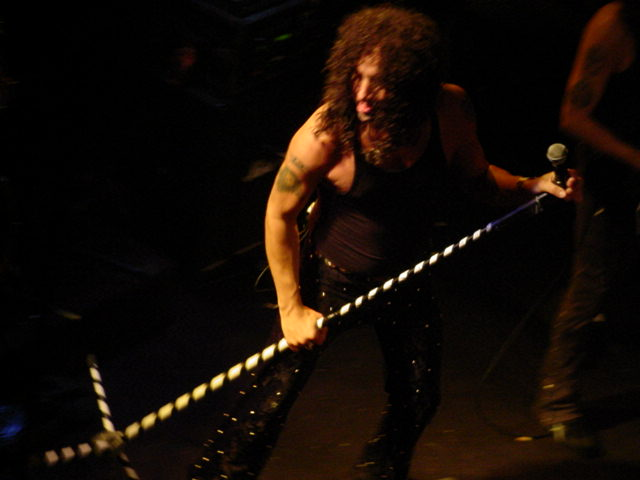
DuBrow en vivo con Quiet Riot.

La banda fue iniciada por Randy Rhoads en 1975, pero se desintegró en 1979 cuando Rhoads se unió a la banda de Ozzy Osbourne. Sin embargo, en 1982, luego de la muerte de Rhoads, DuBrow forma de nuevo Quiet Riot, con el guitarrista Carlos Cavazo, el bajista Rudy Sarzo y el percusionista Frankie Banali. Con esta formación graba uno de los discos más exitosos de la década de los ochenta y que se convertiría en el primer disco de heavy metal en alcanzar la primera posición de las listas americanas: Metal Health. Canciones como Cum on Feel the Noize (cover de la banda Slade) y Bang Your Head les confirieron fama internacional. Sin embargo, la expectativa creada no fue del todo bien aprovechada, pues los discos que vendrían no serían muy bien aceptados por la crítica.

### Hear n' Aid
En 1985 hizo parte de Hear n' Aid, una reunión promovida por Ronnie James Dio y sus músicos, que buscaba recaudar fondos para mitigar el hambre en África. Junto a él estuvieron, entre muchos otros, vocalistas reconocidos de la escena como Rob Halford, Geoff Tate y Don Dokken.

### Como solista
En 1998, DuBrow participa en el disco Thunderbolt, un tributo a la banda australiana AC/DC, cantando la canción Highway To Hell. En el 2004 graba un disco de versiones, titulado In for the Kill.

## Muerte
El 25 de noviembre de 2007 fue hallado muerto en su casa de Las Vegas, Nevada.
Su compañero de banda Frankie Banali expresó lo siguiente en su sitio web oficial: "No puedo encontrar las palabras para hablar de lo que pasó. Por favor respeten mi privacidad mientras me lamento por la muerte y honro la memoria de mi querido amigo, Kevin DuBrow".
El vocalista de Quiet Riot, Kevin DuBrow, fue encontrado muerto a los 52 años de edad por amigos que fueron a visitarlo a su casa en Las Vegas el domingo 25. Aunque la banda no emitió un comunicado oficial sobre la muerte de DuBrow, el bajista Kelly Garni, quien fue uno de los fundadores de Quiet Riot, publicó el siguiente mensaje en el sitio RandyRhoads.tk: "Les pido a todos ustedes que no especulen ni opinen, ni inventen teorías sobre la muerte de Kevin. Les explicaré a todos cuáles fueron las razones y los hechos de su fallecimiento en las próximas 24 a 48 horas. Así que por favor, hasta ese momento, tengan paciencia."
Días después, una portavoz de la policía confirmó que murió de sobredosis accidental de cocaína, tras recibir los resultados del análisis realizado en la escena, y de los resultados de toxicología. Parece ser que el cantante llevaba varios días fallecido en su hogar antes de ser encontrado en descomposición por sus allegados.
El último disco de estudio de Quiet Riot, Rehab, fue lanzado en octubre de 2006. Las últimas presentaciones de la banda fueron en el festival glam Rocklahoma y en un concierto gratuito a mediados de septiembre para miembros de servicio de la base aérea Kessler AFB en Biloxi, Misisipi.

## Discografía

### Con Quiet Riot
- 1978 Quiet Riot
- 1979 Quiet Riot II
- 1983 Metal Health
- 1984 Condition Critical
- 1986 QRIII
- 1993 Terrified
- 1995 Down to the Bone
- 1996 Greatest Hits
- 1999 Alive and Well
- 2001 Guilty Pleasures
- 2006 Rehab

### Solista
- 1998 Thunderbolt: A Tribute to AC/DC ("Highway to Hell")
- 2004 In for the Kill